# Luis Barrancos
Luis Barrancos Álvarez (né le 19 août 1946 à Santa Cruz de la Sierra) est un ancien arbitre bolivien de football. Il fut arbitre international de 1977 à 1987.

## Carrière
Il a officié dans des compétitions majeures : 
- Copa América 1979 (1 match)
- Coupe du monde de football de 1982 (1 match)
- Copa América 1987 (1 match)